# Wijngoed

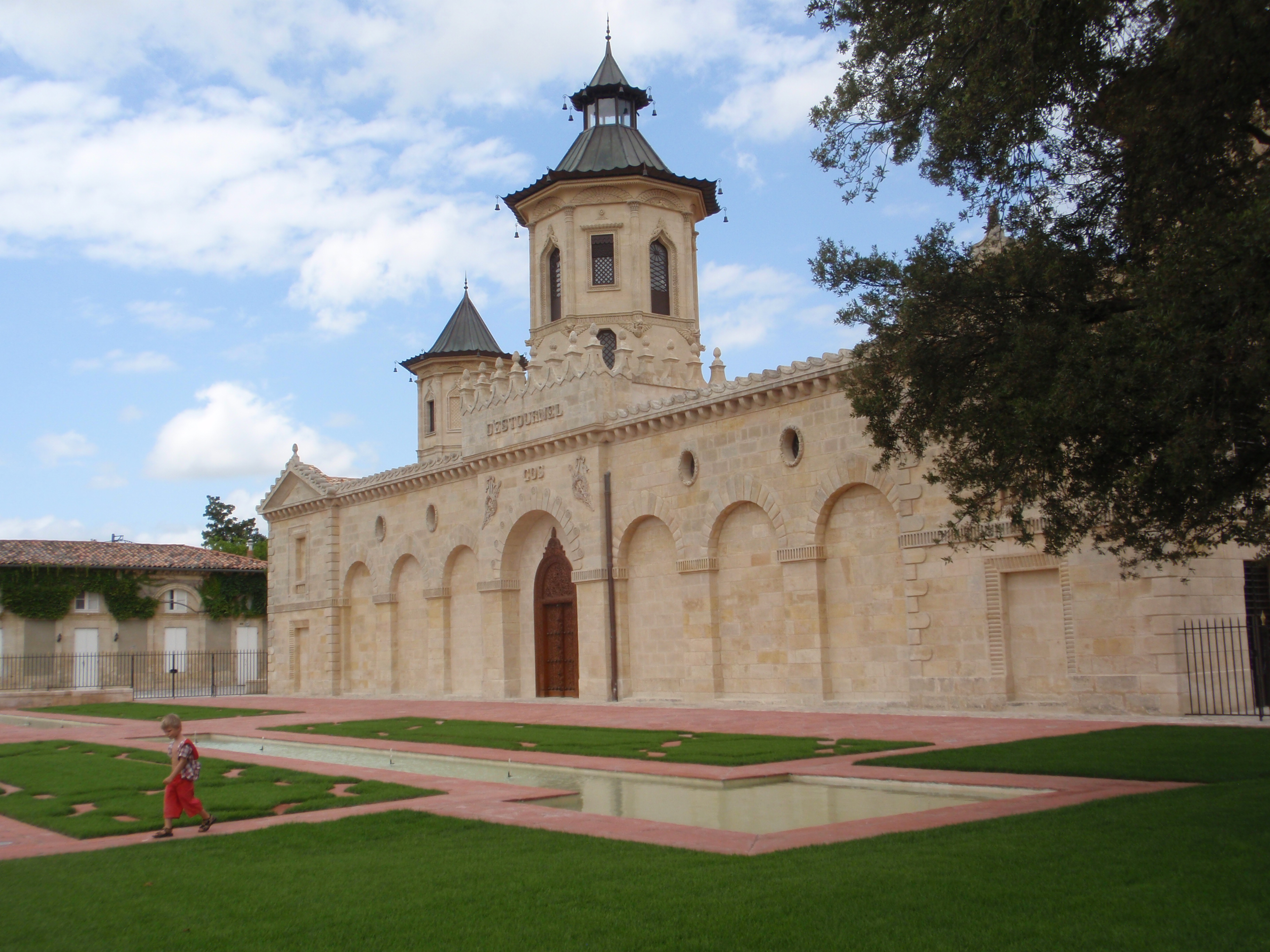
Wijngoed Cos d'Estournel

Een wijngoed is een domein waar druiven worden verbouwd om tot wijn te worden gemaakt. De combinatie van planten (wijngaard) en verwerking op één domein of goed wordt in Frankrijk dikwijls aangeduid als "château" of "domaine" en in Duitsland "Weingut". Veel wijngoederen in Frankrijk horen van oudsher bij een kasteel of ander landgoed en kunnen daarom soms enkele eeuwen oud zijn. De combinatie van wijngaard en wijnproductie zorgt op veel wijngoederen voor het wijntoerisme, waarbij de lokaal geproduceerde wijn direct geproefd kan worden. Ook wijnmusea en -winkels komen op de wijngoederen voor.
Ook in de Lage Landen zijn er enkele wijngoederen, zoals in België het wijnkasteel Genoels-Elderen en in Nederland de Apostelhoeve en Hoeve Nekum, beide in Maastricht.